# Borongan
Barongan est une ville de 5e classe, capitale de la province du Samar oriental aux Philippines.
Selon le recensement de 2010 elle est peuplée de 64 457 habitants.

## Barangays
Barongan est divisée en 61 barangays :
- Alang-alang
- Amantacop
- Ando
- Balacdas
- Balud
- Banuyo
- Baras
- Bato
- Bayobay
- Benowangan
- Bugas
- Cabalagnan
- Cabong
- Cagbonga
- Calico-an
- Calingatngan
- Campesao
- Can-abong
- Can-aga
- Camada
- Canjaway
- Canlaray
- Canyopay
- Divinubo
- Hebacong
- Hindang
- Lalawigan
- Libuton
- Locsoon
- Maybacong
- Maypangdan
- Pepelitan
- Pinanag-an
- Purok A
- Purok B
- Purok C
- Purok D1
- Purok D2
- Purok E
- Purok F
- Purok G
- Purok H
- Punta Maria
- Sabang North
- Sabang South
- San Andres
- San Gabriel
- San Gregorio
- San Jose
- San Mateo
- San Pablo
- San Saturnino
- Santa Fe
- Siha
- Songco
- Sohutan
- Suribao
- Surok
- Taboc
- Tabunan
- Tamoso

## Démographie
| Année | Habitants | Évolution |
| ----- | --------- | --------- |
| 1995  | 48 638    | -         |
| 2000  | 55 141    | 13,37 %   |
| 2007  | 59 354    | 7,64 %    |
| 2010  | 64 457    | 8,27 %    |